# Reloj de Pedro Ruiz Gallo
El reloj de Pedro Ruiz Gallo, también conocido como Gran Reloj de Lima, fue un reloj monumental creado por el coronel peruano Pedro Ruiz Gallo, y que se instaló en el Parque de la Exposición en 1870 para la celebración de la Exposición Nacional de 1872. El reloj desapareció durante la ocupación de Lima por el ejército chileno en la Guerra del Pacífico, ignorándose su paradero final.

## Historia
Tras la guerra hispano-sudamericana, el coronel e inventor Ruiz Gallo pudo dedicarse por entero al ambicioso proyecto de construir un gran reloj para la capital peruana lo que logró bajo el mecenazgo del entonces presidente José Balta, quien lo nombró agregado al Estado Mayor General y financió su obra. Para realizar el mecanismo obtuvo un presupuesto de 31 mil soles de plata de 9 décimos fino por parte del Estado peruano, a lo que sumó unos 10 mil de su propio bolsillo.
Pese a la oposición y críticas que recibió su trabajo, tras 6 años de trabajo pudo inaugurar su obra mecánica el 6 de diciembre de 1870 a las 00:00 horas, pocos días antes de celebrarse el aniversario de la Batalla de Ayacucho, ante la admiración general del público congregado en los jardines frente al Palacio de la Exposición.
El reloj fue una de las atracciones principales de la Exposición Nacional de 1872 celebrada en Lima, donde se exhibieron diversos objetos representativos del país andino, así como maquinaria que señalaban el progreso peruano generado a partir de la bonanza económica por la exportación del guano.

### Teorías sobre su destrucción
El reloj estuvo expuesto en el parque cerca de 10 años. Durante la ocupación de Lima por el ejército chileno, diversas instalaciones como la Universidad Mayor de San Marcos, la Biblioteca Nacional o el Palacio de la Exposición fueron utilizadas como barracas por las tropas invasoras. Una de las teorías sobre el destino del reloj sugiere que tras ser desmontado fue llevado como botín de guerra por órdenes de Patricio Lynch, sin embargo una vez en Chile no se pudo poner en funcionamiento. Según Basadre, su inventor retiró partes esenciales del mecanismo para inutilizarlo y que el enemigo no pudiese reconstruirlo una vez trasladado a Santiago de Chile.
Otra teoría sugiere que el reloj no fue trasladado a Chile, sino que su maquinaria fue destruida por el ejército vencedor y su estructura usada como vivienda para los oficiales de las tropas acantonadas en el Parque de la Exposición. Una vez retiradas las tropas redujeron a cenizas el invento.

## Descripción
Pedro Ruiz Gallo envió una descripción de su invento al presidente Balta:

Eximio. Señor: Comprendo que se debe haberme juzgado temerario porque sabía que no he tenido la envidiable fortuna de iniciarme en las ciencias; pues soy un rudo soldado que ha adquirido como otros más felices, la verdad en los libros, contemplando los grandiosos monumentos que son el orgullo de los pueblos y de la civilización moderna. Me limito por tanto a hacerle una descripción de mi modesta obra sujeta a los errores de mi pobre ingenio:
“Frontis del reloj mide 11mts. 61cm. tiene 9 esferas ; la principal del centro que marca las horas, los minutos y segundos; la que queda a la izquierda de ésta, los días de la semana; la tercera las fechas; la cuarta, los meses; la quinta, tiene la descripción siguiente: “El Congreso de 1868 y el Exm. Señor Coronel Balta protegieron esta obra”; la sexta tiene esta otra: "Principiada en 1866 y concluida en 1870 por Pedro Ruiz; la séptima manifiesta las estaciones; la octava los años, y la novena los siglos existentes del sol y las fases de la luna, que se destacan en la esfera principal.
Pedro Ruiz Gallo

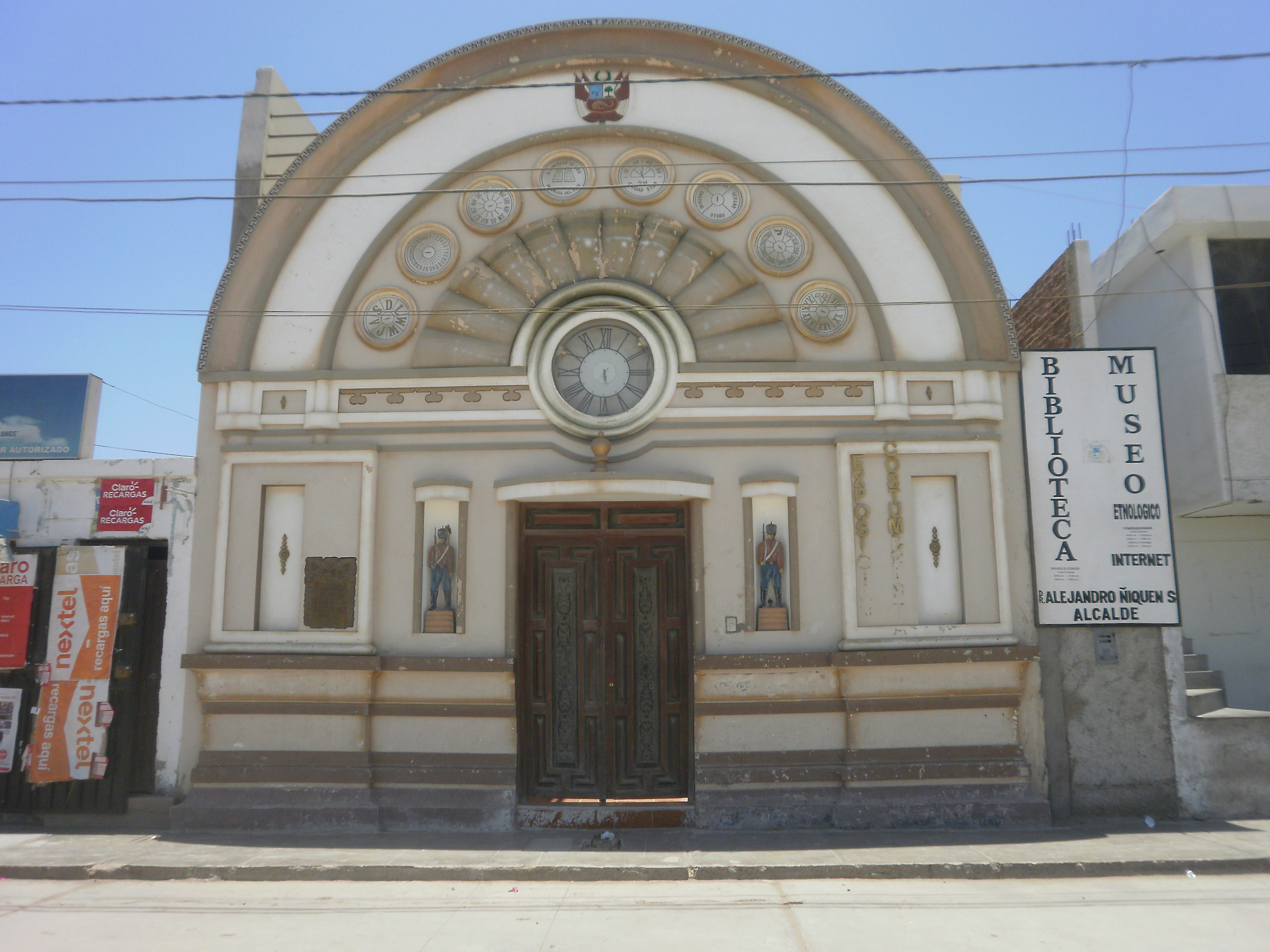
Casa natal de Pedro Ruiz Gallo en Eten. La fachada ha sido modificada para que recuerde al reloj que el vecino ilustre inventó.

La estructura tenía una altura de 11 metros, 16 metros de ancho y 5 metros de fondo, que se sostenía en doce columnas de madera y hierro de 4 metros de altura; estaba pintada en color marfil y decorada con dorado al fuego sus partes más resaltantes. En el frontis tenía una esfera principal que señalaba las horas, y otras ocho esferas menores dispuestas en arco que señalaban los días de la semana, los meses, los años, los siglos, las estaciones, el curso del sol y las fases lunares. El complejo mecanismo de más de 6000 piezas hacía que el reloj interpretase el himno nacional e izaba a las 5 de la mañana la bandera peruana mientras dos centinelas mecánicos presentaban armas. El corazón del mecanismo era una balanza en vez de un péndulo, lo cual fue una innovación introducida por el autodidacta Pedro Ruiz Gallo.
Por último, a cada hora el mecanismo accionaba uno de los doce cilindros que contenían cuadros, pintados por el propio Ruiz Gallo, con diversas escenas de la historia peruana. Estas imágenes median 5 metros de largo por 2 de ancho:
1. Manco Cápac y Mama Ocllo, fundadores míticos del curacazgo del Cuzco.
2. El Sapa Inca Huayna Cápac, el Coricancha, la coya y sus nobles.
3. La llegada de Francisco Pizarro y sus conquistadores al valle de Cajamarca.
4. La captura de Atahualpa y la matanza de Cajamarca.
5. La inmolación de Cahuide durante la batalla de Sacsayhuamán.
6. Ejecución del Inca Tupac Amaru.
7. Captura de la Esmeralda por la expedición libertadora de Lord Cochrane.
8. José de San Martín proclamando la independencia del Perú en Lima.
9. La batalla de Junín.
10. La batalla de Ayacucho.
11. Combate del 2 de mayo en el Callao.
12. El presidente José Balta junto al mapa del Perú.